# Christelle Joseph-Mathieu
Christelle Joseph-Mathieu, née le 16 août 1975 à Paris, est une handballeuse internationale française évoluant au poste d'arrière droit. Elle est la sœur de Stella Joseph-Mathieu.

## Biographie
Christelle Joseph-Mathieu évolue d'abord à Épinay-sur-Seine, puis à l'USM Gagny avant de rejoindre en 1996 le Stade français qui devient le Issy-les-Moulineaux HB en 1999.
Après une première sélection A en 1996 avec Carole Martin, Christelle Joseph-Mathieu intègre réellement les Bleues début 1998 puis remporte une médaille d'argent au championnat du monde 1999. Elle fait ensuite partie du groupe de l'équipe de France se préparant aux Jeux olympiques d'été de 2000 à Sydney. Écartée dans un premier temps de la liste définitive par le sélectionneur Olivier Krumbholz, elle est finalement rappelée à la suite du forfait de Mélinda Jacques-Szabo.
En 2003, à seulement 28 ans, elle décide de mettre un terme à sa carrière après huit ans passés au Issy-les-Moulineaux HB afin de se consacrer à sa dernière année d'études d'infirmière. En mars 2004, elle accepte toutefois de revenir terminer la saison avec Issy, en difficultés

## Palmarès

### Équipes nationales
Le parcours de Christelle Joseph-Mathieu en équipe de France est :
- 5e place au Championnat du monde junior en 1995
- Médaille d'argent au championnat du monde 1999
- 6e place aux Jeux olympiques de 2000

### En club
- Championnat de France D2
  - Champion : 2001